# 狩野旭峰
狩野 旭峰（かのう きょくほう、1832年（天保3年） - 1925年（大正14年））は、日本の漢学者・漢詩人・ジャーナリスト。

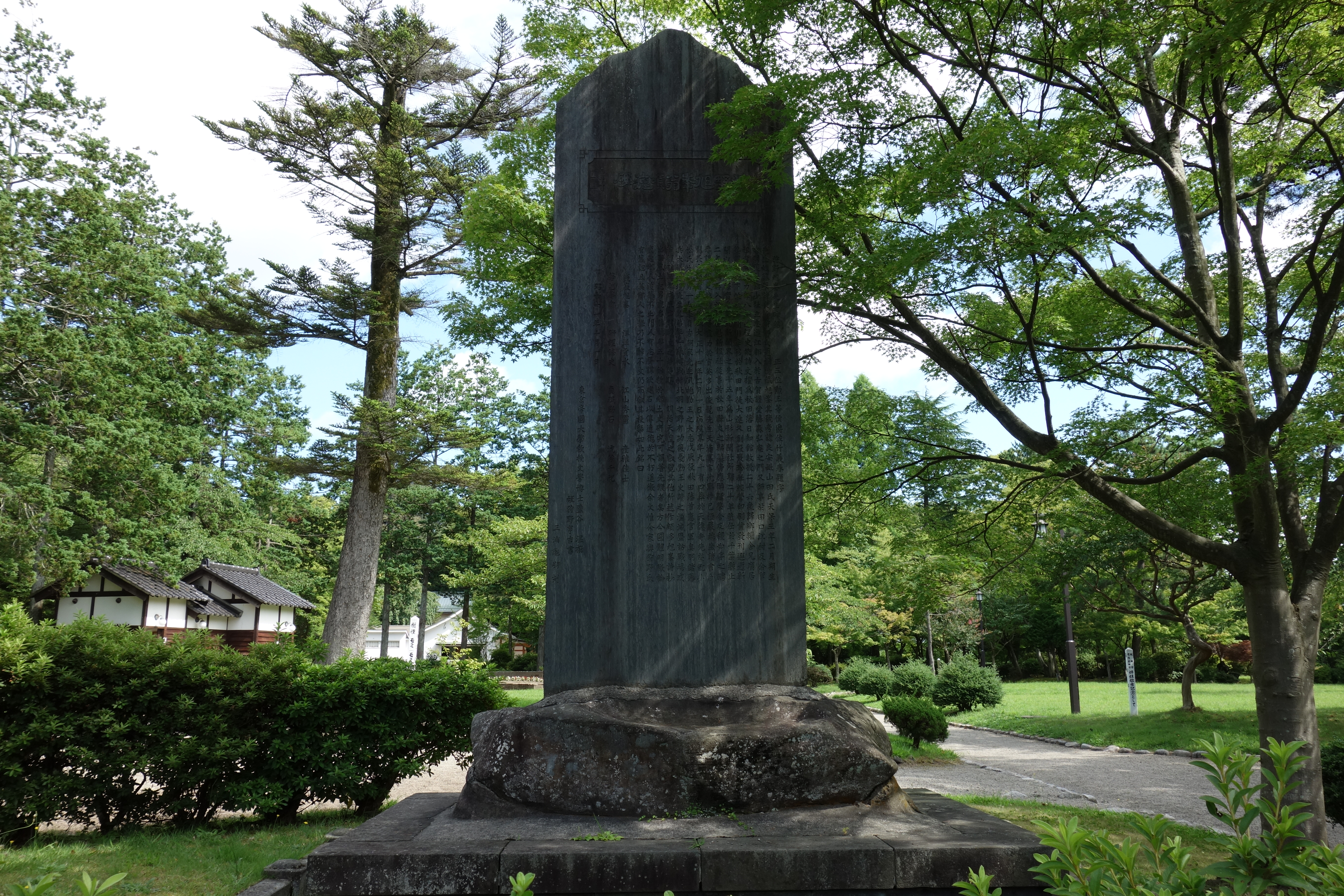
千秋公園の狩野旭峰翁頌徳碑

## 略歴・人物
出羽国秋田郡大館町に狩野与十郎長安の子として生まれた。本名は良貴、通称は徳蔵。狩野氏は、山形を本拠地とする最上氏が江戸幕府によって改易されたのち、久保田藩（本城は久保田城）の支城のあった大館の佐竹西家に仕えた。1849年（嘉永2年）、18歳で江戸に出て、塩谷宕陰に学び、以降5年のあいだ、古賀謹一郎、藤森弘庵、田口江村らに学んだ。のち、久保田藩江戸邸の学問所「日知館」の教授を務めた。
内務省に入った兄狩野良知の推挙で、明治7年（1874年）、遐邇新聞（現在の秋田魁新報）の創刊にかかわり、その編集長（のち主幹）となって明治初年の秋田言論界をリードした。なお、同新聞は明治11年（1878年）、「秋田遐邇新聞」に改題した。
旭峰は明治15年（1882年）、山形新聞の主筆となったが、ほどなく秋田県にもどり、『出羽風土記』『戊辰出羽戦史』『秋田温故史談』『雄鹿名勝誌』など30余種の著作にいそしみ、明治22年（1889年）には秋田魁新報に復帰して県史編纂主任となった。旭峰が同郷の江帾澹園とともに明治の文芸界を主導した功績は大きい。明治25年（1892年）、彼は秋田を訪れた清国の文人王治本と交流している。
明治27年（1894年）、秋田県南部の仙北郡飯詰村の江畑宇三郎に招かれ、江畑家の屋敷に設けられた私塾酔経学舎の初代学長となり、深澤多市・江畑新之助らを薫陶した。翌明治28年には文芸誌『棣華（ていか）』を、明治29年（1896年）『先憂文編』を刊行した。
大正14年（1925年）、秋田市で没した。93歳。県北大館で生まれ、県央秋田で健筆をふるい、県南飯詰の地で教育した旭峰を慕う人は全県におよんだといわれる。秋田市千秋公園（久保田城址）に「狩野旭峰翁頌徳碑」がある。

## 家族
- 久保田城址の「千秋公園」の命名者として知られる内務官僚・漢学者狩野良知は兄。
- 自由民権運動に参加した狩野元吉、第一高等学校校長にして京都帝国大学文科大学初代学長を務めた狩野亨吉は甥。前小屋久子は姪。
- 母は歌人の狩野水子（美津）。

## 著書
- 『出羽風土記』
- 『雄鹿名勝誌』（1884年）
- 『戊辰出羽戦史』（1890年）
- 『秋藩温故談』（1893年）
- 『棣華』（1895年）
- 『先憂文編』（1896年）